# Mauritániai labdarúgó-válogatott
A mauritániai labdarúgó-válogatott (becenevükön: Mourabitounes) Mauritánia nemzeti csapata, melyet a mauritániai labdarúgó-szövetség irányít. A csapat még nem jutott ki egyetlen labdarúgó-világbajnokságra sem.

## Nemzetközi eredmények
Amilcar Cabral Kupa
- Ezüstérmes: 1 alkalommal

## Világbajnoki szereplés
- 1930 - 1974 - Nem indult
- 1978 - Nem jutott be
- 1982 - 1994 - Nem indult
- 1998 - 2010 - Nem jutott be
- 2014 - Nem indult

## Afrikai nemzetek kupája-szereplés
- 1957 – Nem indult
- 1959 – Nem indult
- 1962 – Nem indult
- 1963 – Nem indult
- 1965 – Nem indult
- 1968 – Nem indult
- 1970 – Nem indult
- 1972 – Nem indult
- 1974 – Nem indult
- 1976 – Nem indult
- 1978 – Nem indult
- 1980 – Nem jutott be
- 1982 – Nem jutott be
- 1984 – Nem indult
- 1986 – Nem jutott be
- 1988 – Nem indult
- 1990 – Visszalépett
- 1992 – Nem jutott be
- 1994 – Visszalépett
- 1996 – Nem jutott be
- 1998 – Nem jutott be
- 2000 – Visszalépett
- 2002 – Nem jutott be
- 2004 – Nem jutott be
- 2006 – Nem jutott be
- 2008 – Nem jutott be
- 2010 – Nem jutott be
- 2012 – Visszalépett
- 2013 – Nem indult
- 2015 – Nem jutott be